# Liste der Naturdenkmale in Ense
Die Liste der Naturdenkmale in Ense nennt die Naturdenkmale in Ense im Kreis Soest in Nordrhein-Westfalen.

## Naturdenkmale
| Nummer      | Bezeichnung  | Gemarkung   | Lage | Bemerkung                                                                                                 | Bild |
| ----------- | ------------ | ----------- | --- | --- | ---- |
| 3.001       | 1 Eiche      | Bittingen   | Nordöstlich Hof Brunnberg in Bittingen (51° 30′ 36,2″ N, 8° 1′ 13,8″ O)                                                                                | |      |
| 3.003       | 1 Eiche      | Oberense    | Hof Asshoff in Oberense, Bremer Straße (51° 30′ 27,4″ N, 7° 59′ 54,8″ O)                                                                               | |      |
| 3.005       | 1 Eiche      | Waltringen  | An der Straße „Steilstraße 2“ in Waltringen (51° 30′ 24,5″ N, 7° 55′ 9,7″ O)                                                                           | |      |
| LP V C.3.01 | 1 Rotbuche   | Waltringen  | an der Gabelung mehrerer alter Wegeverbindungen (Wanderwege) östlich von Wickede „Am Bösen Ufer“ Flur 6 Flurstück 115 (51° 30′ 14,3″ N, 7° 53′ 9,6″ O) | Einzeln stehender Grenzbaum                                                                               |      |
| LP V C.3.02 | 1 Stieleiche | Sieveringen | Am westlichen Ortsausgang von Sieveringen, auf einem Hofgrundstück an der Soester Straße Flur 3 Flurstück 260 (51° 31′ 51,7″ N, 8° 0′ 31,4″ O)         | |      |
| LP V C.3.03 | 1 Stieleiche | Oberense    | Flur 6 Flurstück 48 (51° 30′ 42,1″ N, 7° 58′ 32″ O) | Einzeln, auf dem Kamm der Haarstranghöhe stehende Eiche, mit erheblicher landschaftsprägender Fernwirkung |      |

## Ehemalige Naturdenkmale
| Nummer | Bezeichnung | Gemarkung | Lage                                                                                              | Bemerkung                 | Bild |
| ------ | ----------- | --------- | ------------------------------------------------------------------------------------------------- | ------------------------- | ---- |
| 3.002  | 1 Eiche     | Ense      | Nördlich Einkaufszentrum an der Werler Straße in Bremen (Gemarkung Bremen, Flur3, Flurstück 1085) | Gefällt im September 2012 |      |
| 3.004  | 1 Kastanie  | Parsit    | An der Straße „Am Tiefen Weg 1“ in Parsit (Gemarkung Parsit, Flur 2, Flurstück 65)                | Gefällt 2014              |      |